# Hexagonoporus physeteris
Hexagonoporus physeteris is een lintworm (Platyhelminthes; Cestoda). De worm is tweeslachtig. De soort leeft als parasiet in andere dieren.
Het geslacht Hexagonoporus, waarin de lintworm wordt geplaatst, wordt tot de familie Diphyllobothriidae gerekend. De wetenschappelijke naam van de soort werd voor het eerst geldig gepubliceerd in 1955 door Gubanov in Delamure.